# Liste der Biografien/Sim
Liste der Biografien |
Portal Biografien |
Personensuche
# |
A |
B |
C |
D |
E |
F |
G |
H |
I |
J |
K |
L |
M |
N |
O |
P |
Q |
R |
S |
T |
U |
V |
W |
X |
Y |
Z |
?
 
Sa |
Sb |
Sc |
Sd |
Se |
Sf |
Sg |
Sh |
Si |
Sj |
Sk |
Sl |
Sm |
Sn |
So |
Sp |
Sq |
Sr |
Ss |
St |
Su |
Sv |
Sw |
Sy |
Sz
 
Sia |
Sib |
Sic |
Sid |
Sie |
Sif |
Sig |
Sih |
Sii |
Sij |
Sik |
Sil |
Sim |
Sin |
Sio |
Sip |
Siq |
Sir |
Sis |
Sit |
Siu |
Siv |
Siw |
Six |
Siy |
Siz
 
Sima |
Simb |
Simc |
Sime |
Simg |
Simh |
Simi |
Simj |
Simk |
Siml |
Simm |
Simn |
Simo |
Simp |
Simr |
Sims |
Simt |
Simu |
Simw |
Simz
Die Liste der Biografien führt alle Personen auf, die in der deutschsprachigen Wikipedia einen Artikel haben. Dieses ist eine Teilliste mit 21 Einträgen von Personen, deren Namen mit den Buchstaben „Sim“ beginnt.

## Sim
- Sim (1926–2009), französischer Schauspieler, Komiker, Sänger, Autor und SchriftstellerSim (1926–2009)

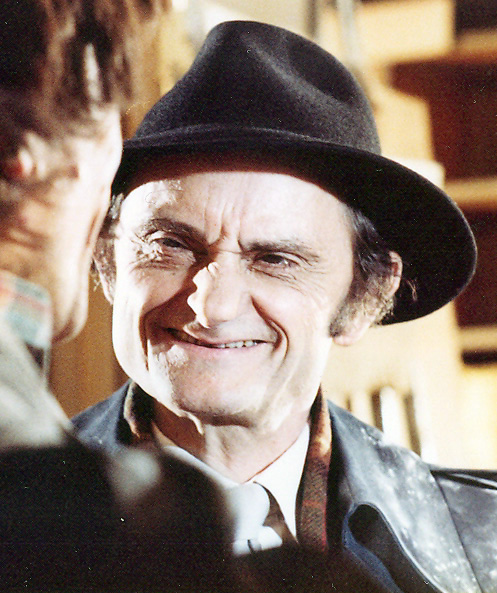
Sim (1926–2009)

- Sim Ann (* 1975), singapurische Politikerin
- Sim Jae-won (* 1977), südkoreanischer Fußballspieler
- Sim Var († 1989), kambodschanischer Politiker
- Sim, Alastair (1900–1976), britischer Schauspieler
- Sim, Ben (* 1985), australischer Skilangläufer
- Sim, Cornelius (1951–2021), bruneiischer römisch-katholischer Geistlicher und Apostolischer Vikar von Brunei
- Sim, Dave (* 1956), kanadischer Comiczeichner
- Sim, Gerald (1925–2014), britischer Schauspieler
- Sim, Gordon, US-amerikanischer Artdirector und Szenenbildner
- Sim, Gwang-wook (* 1994), südkoreanischer Fußballspieler
- Sim, Gwon-ho (* 1972), südkoreanischer Ringer und Olympiasieger
- Sim, Jack (* 1957), singapurischer Bauindustrieller und Philanthrop
- Sim, Jon (* 1977), kanadischer Eishockeyspieler
- Sim, Lakva (* 1972), mongolischer Boxer und Linksausleger
- Sim, Mürüvvet (1923–1983), türkische Schauspielerin
- Sim, Pierre (1929–2020), französischer Jazzmusiker (Bass)
- Sim, Sang-jung (* 1959), südkoreanische Politikerin
- Sim, Sheila (1922–2016), britische Schauspielerin
- Sim, Sung-chol (* 1976), nordkoreanischer Fußballtorhüter
- Sim, Winnifred (1930–2024), kanadische Organistin, Pianistin und Musikpädagogin